# 窦维廉
窦维廉（英語：William H. Adolph，1890年9月1日—1958年9月23日），美国营养化学家，美北长老会教士，1915年至1950年间在中国任教长达30余年。

## 生平
1890年出生于费城，父亲为德国移民。1912年获宾西法尼亚大学学士学位，1915年又获博士学位。毕业后前往中国，在齐鲁大学任化学教授。1920年至1921年间回美国伊利诺伊大学任教。回中国后继续任教于齐鲁大学，1926年又赴美，先在拉法叶·孟德尔（Lafayette Mendel）教授手下任研究员，1927年前往内布拉斯加大学任生物化学助理教授。1929年赴北平，出任燕京大学化学教授。期间于1935年至1936年间在耶鲁大学任访问学者。1942年被日军拘留，次年通过交换战俘回到美国，任耶鲁大学生物化学与营养学代理教授。战后于1946年返回北平，出任燕京大学代理校务长一职，直至1948年为止。其后又在协和医学院任教，1951年返美。
1958年在纽黑文去世。